# Mesoplia azurea
Mesoplia azurea är en biart som först beskrevs av Amédée Louis Michel Lepeletier och Audinet-serville 1825.  Mesoplia azurea ingår i släktet Mesoplia och familjen långtungebin. Inga underarter finns listade i Catalogue of Life.

## Bildgalleri

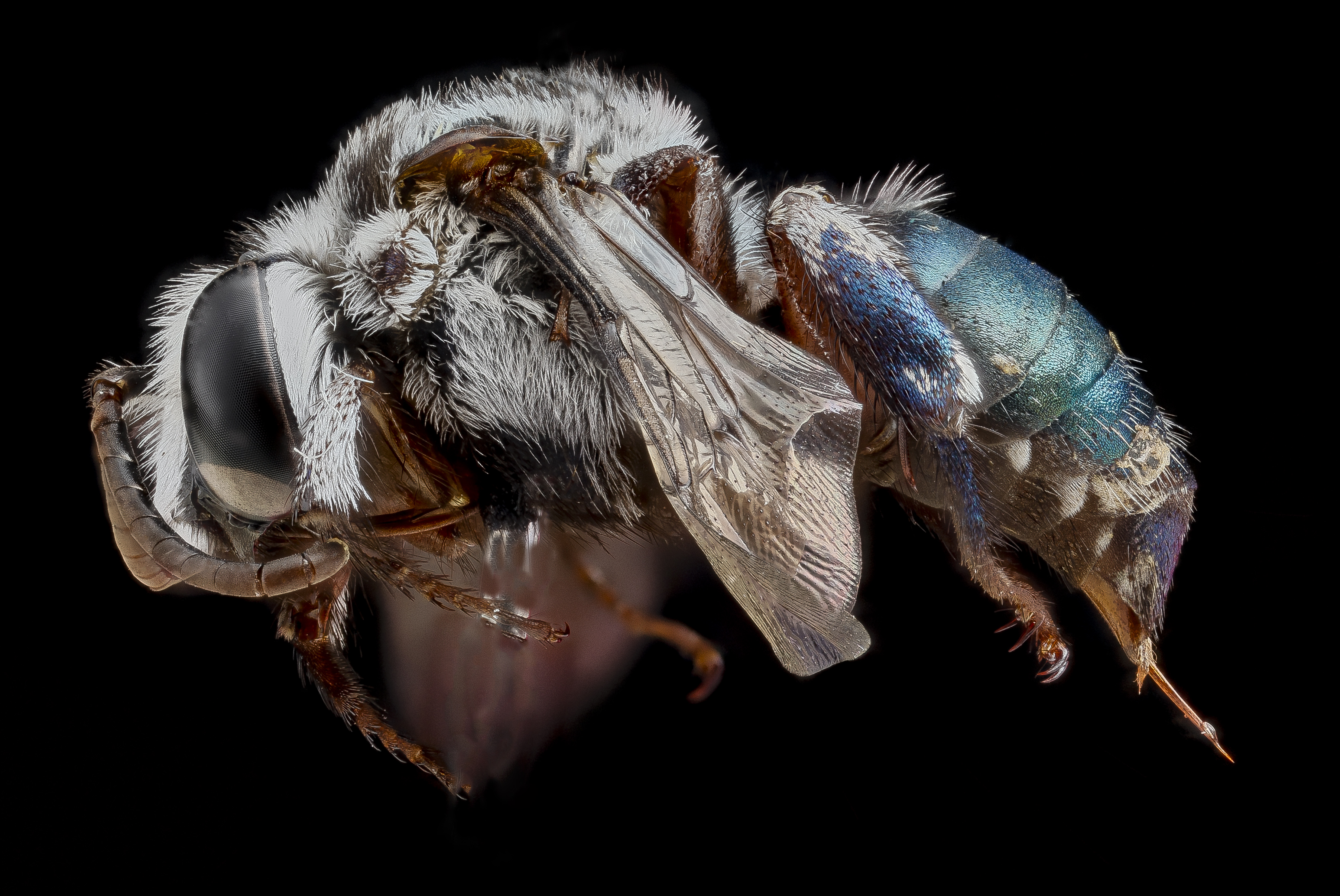
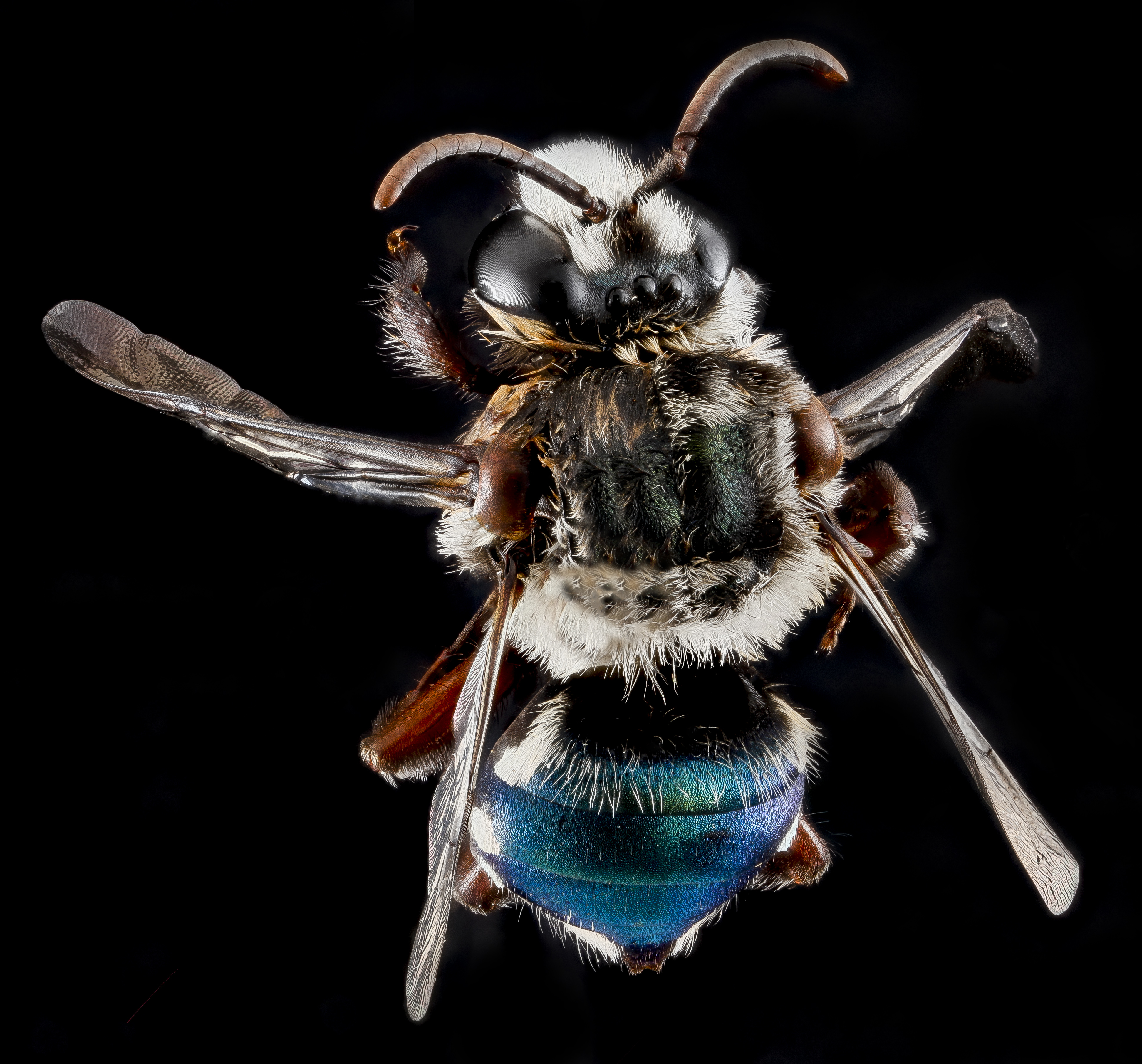
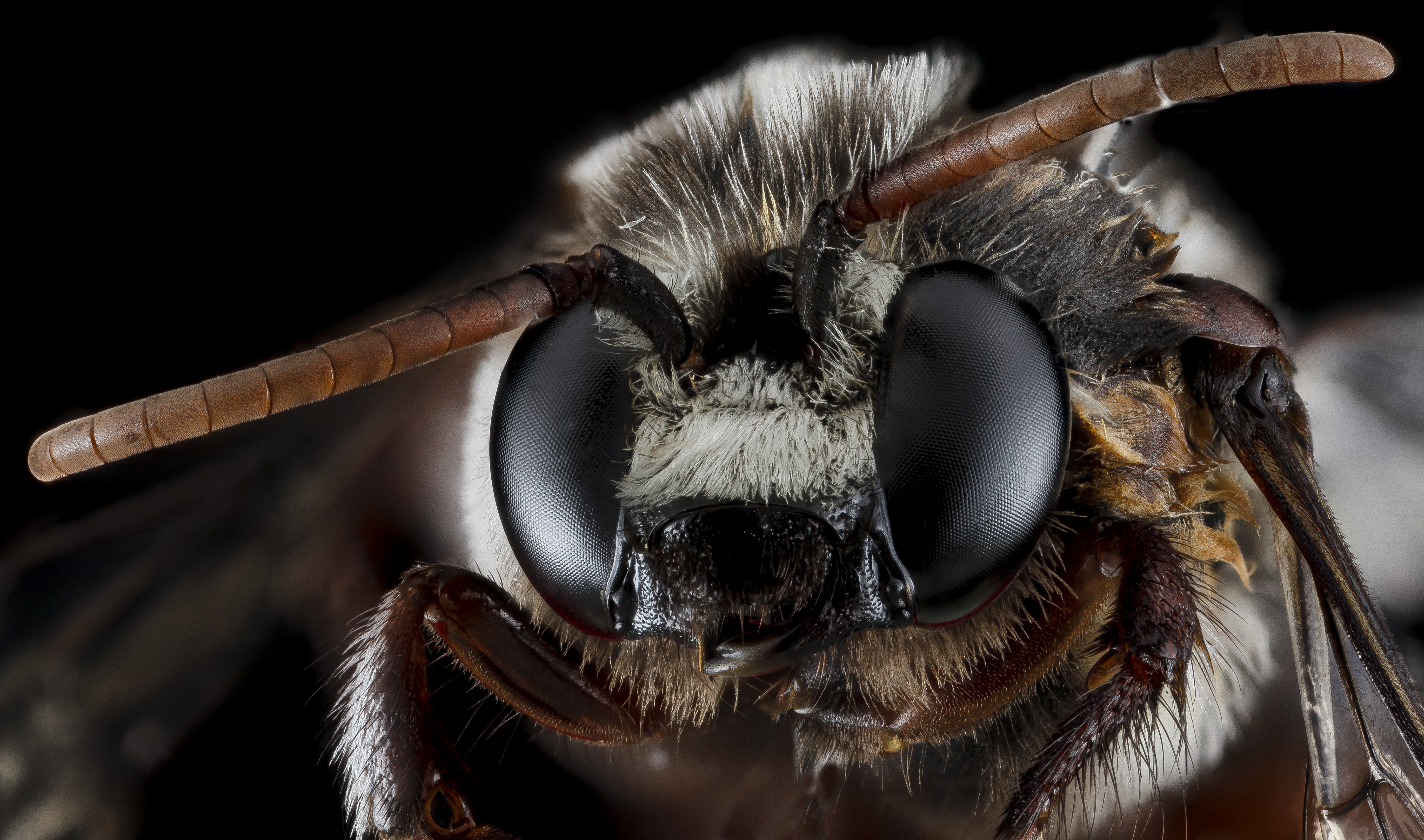
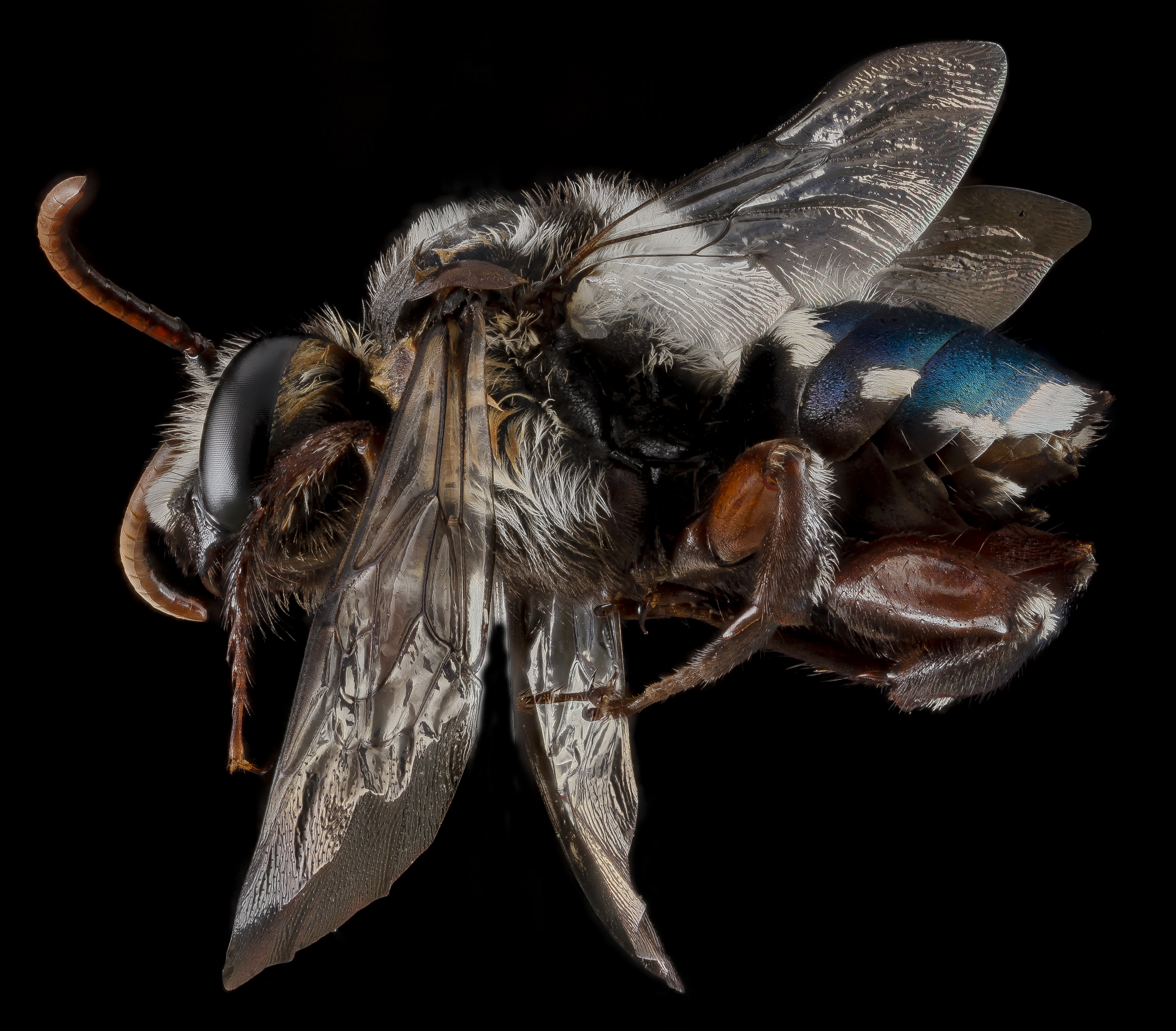
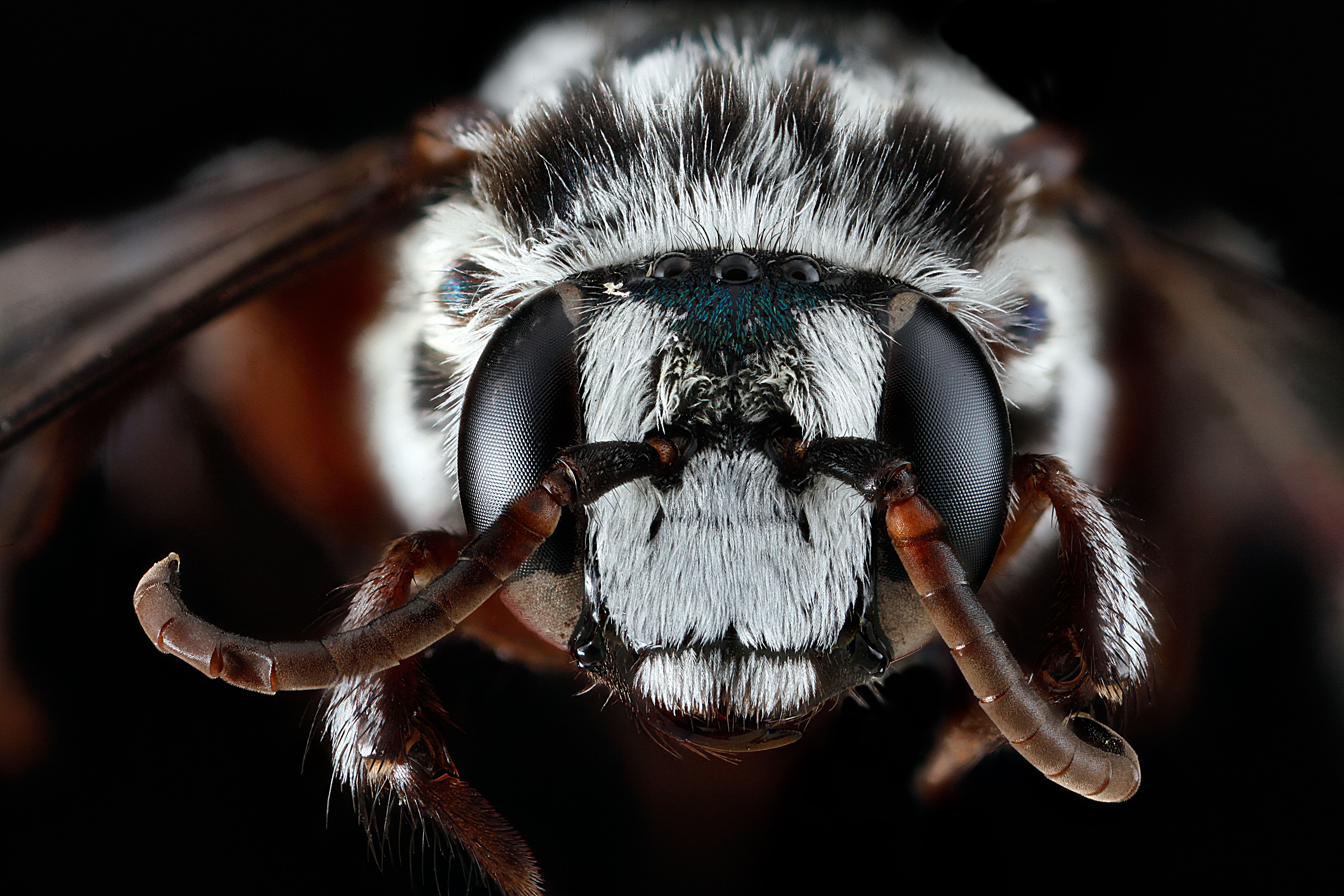